# Gagrella auromaculata
Gagrella auromaculata is een hooiwagen uit de familie Sclerosomatidae.